# Rudolf Lippert
Rudolf Lippert (tudi Rolf Lippert), nemški jahač in častnik, * 29. oktober 1900, Leipzig, † 1. april 1945, Bielefeld.
Nadporočnik Lippert je bil član nemške jahalne ekipe, ki je na poletnih olimpijskih igrah leta 1936 osvojila vse zlate medalje v vseh 6 disciplinah; do sedaj prvi in edini tak uspeh.
Med 1. novembrom 1943 in 28. julijem 1944 je bil poveljnik 31. tankovskega polka. Od 16. oktobra 1944 do svoje smrti je bil poveljnik 5. tankovske divizije.

## Napredovanja
- poročnik - 1. december 1912
- nadporočnik - 1. oktober 1941
- polkovnik - 1. junij 1943
- generalmajor - 1. januar 1945

## Odlikovanja
- viteški križec železnega križca
- železni križ (1914)
- železni križ(1939)